# Angerville-Bailleul
Angerville-Bailleul – miejscowość i gmina we Francji, w regionie Normandia, w departamencie Sekwana Nadmorska.
Według danych na rok 1990 gminę zamieszkiwały 212 osoby, a gęstość zaludnienia wynosiła 46 osób/km² (wśród 1421 gmin Górnej Normandii Angerville-Bailleul plasuje się na 690. miejscu pod względem liczby ludności, natomiast pod względem powierzchni na miejscu 718.).